# كاربيتانا (محطة مترو أنفاق مدريد)
كاربيتانا (بالإسبانية: Carpetana)‏ هي محطة مترو أنفاق في مدريد في إسبانيا، تقع على الخط رقم 6.